# Robert Duncan Wilmot

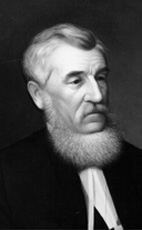
Robert Duncan Wilmot

Robert Duncan Wilmot (* 16. Oktober 1809 in Fredericton, New Brunswick; † 13. Februar 1891 in Sunbury County, New Brunswick) war ein kanadischer Politiker. Als einer der Väter der Konföderation gehört er zu den Wegbereitern des 1867 gegründeten kanadischen Bundesstaates. Von 1867 bis 1880 war er Senator, danach bis 1885 Vizegouverneur der Provinz New Brunswick.

## Biografie
Wilmot war der Sohn des Großhändlers und Werftbesitzers John McNeil Wilmot und zog im Alter von fünf Jahren nach Saint John. Er arbeitete für das Unternehmen seines Vaters und war von 1835 bis 1840 dessen Vertreter in Liverpool. Dort wurde sein Sohn, der spätere Unterhausabgeordnete Robert Duncan Wilmot junior, geboren. Nach seiner Rückkehr war er am Bau von Mühlen, Schiffen und Eisenbahnlinien beteiligt. Darüber hinaus war er Direktor der Bahngesellschaft European and North American Railway.
1846 folgte Wilmots Wahl in die Legislativversammlung von New Brunswick. In den Jahren 1849 und 1850 amtierte er als Bürgermeister von Saint John, von 1856 bis 1857 als Provinzsekretär in John Hamilton Grays kurzlebiger konservativer Regierung. Nachdem er 1861 abgewählt worden war, gelang ihm 1865 die Wiederwahl als Mitglied der neu entstandenen Anti-Confederation Party, die gegen den Beitritt New Brunswicks zur Kanadischen Konföderation war. Wilmot war Minister ohne Portfolio in der Regierung von Albert James Smith, die jedoch im April 1866 nach nur sieben Monaten scheiterte. Mittlerweile hatte er bezüglich des Beitritts zur Konföderation seine Meinung geändert.
Im Dezember 1866 war Wilmot Delegierter an der Londoner Konferenz, wo die letzten Details zur Gründung des kanadischen Bundesstaates ausgehandelt wurden. Durch königliche Proklamation wurde er am 23. Oktober 1867 zum kanadischen Senator ernannt. Ab November 1878 leitete er den Senat als Speaker und gehörte von Amts wegen der Bundesregierung von John Macdonald an. Am 10. Februar 1880 trat er zurück und wurde am darauf folgenden Tag als Vizegouverneur von New Brunswick vereidigt. Dieses repräsentative Amt übte er bis zum 11. November 1885 aus.

## Nationale Würdigung
Die kanadische Bundesregierung ehrte Wilmot am 25. Mai 1959 für sein Werk sowie Wirken und erklärte ihn zu einer „Person von nationaler historischer Bedeutung“.
Am 28. November 1975 erklärte die kanadische Regierung sein Wohnhaus in Lincoln als „Belmont House / R. Wilmot Home National Historic Site of Canada“ zu einer „nationalen historischen Stätte“.